# Pergine Valdarno
Pergine Valdarno es una localidad italiana de la provincia de Arezzo, región de Toscana, con 3.257 habitantes.

Ubicación de la ciudad de Pergine Valdarno dentro de la provincia de Arezzo.

## Evolución demográfica
| Gráfica de evolución demográfica de Pergine Valdarno entre 1861 y 2001 |
|                                                                        |
| Fuente ISTAT - elaboración gráfica de Wikipedia                        |

## Ciudades hermanadas
- Boujdur
- Mimet, Francia, desde 1989
- Pergine Valsugana